# Marco Risi
Pour les articles homonymes, voir Risi.
Marco Risi, né le 4 juin 1951 à Milan, est un réalisateur, scénariste et producteur de cinéma italien.

## Biographie
Fils de Dino Risi, Marco Risi renoue avec la tradition néoréaliste notamment dans Il branco.

## Filmographie

### Assistant réalisateur
- 1971 : Une saison en enfer de Nelo Risi

### Réalisateur
- 1982 : Vado a vivere da solo (it)
- 1984 : Un ragazzo e una ragazza (it)
- 1985 : Colpo di fulmine (it)
- 1987 : Soldati - 365 all'alba (it)
- 1989 : Mery pour toujours (Mery per sempre)
- 1990 : Les Garçons de la rue (Ragazzi fuori)
- 1991 : Il muro di gomma
- 1993 : Nel continente nero (it)
- 1994 : La Meute (il branco)
- 1998 : L'ultimo capodanno
- 2001 : Tre mogli (it)
- 2006 : Le Dernier parrain (L'ultimo padrino) — feuilleton télévisé
- 2007 : Maradona, la mano de Dios (it)
- 2009 : Fortapàsc
- 2013 : Cha cha cha
- 2014 : Tre tocchi (it)
- 2018 : Un Noël cinq étoiles (Natale a cinque stelle)
- 2019 : L'Aquila - Grandi speranze (it) — série télévisée
- 2024 : Il punto di rugiada